# Elecciones generales de Ghana de 2008
Las elecciones generales de Ghana de 2008 fueron el quinto evento electoral realizado en el país desde la restauración de la democracia en 1992, para renovar la Presidencia de la República y los 230 escaños del Parlamento. Se realizaron el 7 de diciembre, con una segunda vuelta para las elecciones presidenciales el 28 de diciembre. El presidente John Kufuor no se presentó a la reelección, al estar impedido constitucionalmente por el límite de dos mandatos.
Los márgenes en ambas vueltas presidenciales fueron estrechísimos. En la primera, el candidato oficialista Nana Akufo-Addo, del Nuevo Partido Patriótico, obtuvo el 49% de los votos, a tan solo un punto porcentual de obtener la presidencia, mientras que John Evans Atta Mills, candidato derrotado en las dos elecciones anteriores, accedió al balotaje junto a él con el 48%. En un ambiente sumamente tenso con algunas acusaciones aisladas de fraude electoral, se realizó la segunda vuelta, en la que el candidato opositor obtuvo finalmente una diminuta diferencia de 0.46 puntos porcentuales, con el 50.23% de los votos, convirtiéndose en el tercer Presidente democrático de Ghana. Fue la elección más ajustada de la historia del país, el tercer balotaje realizado en Ghana y la primera vez que el candidato ganador en primera vuelta no obtenía la victoria en segunda vuelta.
Otro acontecimiento destacable de los comicios fue la elección de la ex Majistrada de la Corte Suprema, Joyce Bamford-Addo, como Presidenta del Parlamento el 7 de enero de 2009, cuando el legislativo electo juró su cargo, convirtiéndose en la primera mujer en presidir dicho organismo.

## Antecedentes
Las elecciones generales despertaron el interés internacional por celebrarse en el marco de la profunda crisis democrática que azotaba al continente africano en la década de 2000. Los gobiernos constitucionales se veían amenazados en toda la región, con el estallido de una guerra civil en la vecina Costa de Marfil, los golpes de estado en Mauritania, Togo y Guinea, y las denuncias por fraude electoral en las elecciones generales de Kenia y Zimbabue. Varios observadores internacionales afirmaron que esperaban que las elecciones ghanesas fueran un ejemplo que renovara la imagen de la democracia constitucional en África.
Tras haber sido derrotado en 2000 y 2004, John Evans Atta Mills fue nuevamente elegido candidato presidencial del Congreso Nacional Democrático por un abrumador margen en las elecciones primarias del partido el 21 de diciembre de 2006. El antiguo Ministro de Relaciones Exteriores, Nana Akufo-Addo, fue elegido candidato presidencial por el oficialista Nuevo Partido Patriótico, del Presidente saliente John Kufuor, en las primarias realizadas durante un congreso del partido el 23 de diciembre de 2007. Aunque Akufo-Addo no recibió el 50% de los votos en dicha elección, el segundo candidato, John Alan Kyeremanten, aceptó la derrota y se retiró de una segunda vuelta, entregándole la candidatura del partido.
En total fueron ocho candidatos los que se presentaron a la Presidencia. Paa Kwesi Nduom, exministro de Planificación Económica y Cooperación Regional, Ministro de Energía, Ministro de Reforma del Sector Público y diputado en el Parlamento, se presentó por el Partido de la Convención Popular. Edward Nasigri Mahama volvió a presentarse por la Convención Nacional del Pueblo. Emmanuel Ansah-Antwi representó al Partido de la Libertad Democrática. Kwasi Amoafo-Yeboah presentó una candidatura independiente, siendo el primero en hacerlo desde la sanción de la constitución de 1992. Otros dos candidatos fueron Thomas Nuako Ward-Brew, por el Partido Popular Democrático, y Kwabena Adjei, gerente de una empresa maderera, por los "Demócratas Patrióticos Reformados".
En el plano legislativo, 1.060 candidatos se disputaban los 230 escaños parlamentarios, elegidos en circunscripciones uninominales.

## Encuestas preelectorales
Las encuestas iniciales afirmaban de antemano que sería una elección extremadamente reñida, en la cual tanto Atta Mills como Akufo-Addo tenían posibilidades de ganar. Una encuesta realizada en abril de 2008 mostró a Mills ligeramente por delante de Akufo-Addo. La Comisión Nacional de Educación Cívica llevó a cabo el sondeo, encuestando a 5.327 personas.  La encuesta también pronosticó una alta participación electoral del 96,9%. Los encuestados eran provenientes zonas costeras, medias y septentrionales del país. Una encuesta realizada en octubre por el Angus Reid Global Monitor, daba una muy amplia victoria a Akufo-Addo, evitando una segunda vuelta. La encuesta se realizó entrevistando a 3.000 adultos en todas las regiones del país.
| Realización     | Akufo-Addo | Ansah-Antwi | Mills | Mahama | Nduom | Indeciso | Fuente |
| --------------- | ---------- | ----------- | ----- | ------ | ----- | -------- | ------ |
| Realización     |            |             |       |        |       | Indeciso | Fuente |
| Realización     | NPP        | DFP         | NDC   | PNC    | CPP   | Indeciso | Fuente |
| Abril de 2008   | 42.6%      | —           | 42.9% | 1.1%   | 6.3%  | 7.1%     |        |
| Octubre de 2008 | 50.5%      | 0.4%        | 35.6% | 2.1%   | 7.0%  | —        |        |

## Campaña
Una vez más la campaña se trató de un "duelo" entre el NPP y el NDC, los dos partidos más importantes del país. Gran parte de la misma se centró en el hecho de que se había descubierto petróleo en Ghana y había una amplia expectativa de ingresos para comienzos del año 2010. El NPP realizó una campaña continuista, destacando su historial de fomento de la paz en el país y buenas relaciones con sus vecinos. Sus candidatos parlamentarios prometieron proporcionar mejor infraestructura, incluyendo carreteras y más comisarías para mantener la paz y la seguridad. Su candidato presidencial, Akufo-Addo, prometió crear una "nación educada, responsable y moderna".
Mientras tanto, el NDC criticó que gran parte de la riqueza natural del país, el segundo mayor productor de oro de África, se encontraba en manos de gente ligada al gobierno y que el pueblo se había beneficiado muy poco del crecimiento económico durante el gobierno de Kufuor. El expresidente Jerry Rawlings, predecesor de Kufuor, señaló que la mayoría de los ghaneses no podían pagar los gastos de la matrícula escolar o las facturas de electricidad. El NDC prometió proporcionar mejores salarios y facilitar el acceso a la educación. Atta Mills prometió que administraría correctamente el petróleo descubierto y garantizó que el país accedería a un estado de bienestar si resultaba electo.
La campaña Edward Mahama, del PNC, se basó en la lucha contra la corrupción en todos los sectores de la economía. El candidato del CPP, Paa Kwesi Nduom prometió lograr una gobernanza responsable y buenas relaciones internacionales a través de la autodeterminación, la justicia social, y el panafricanismo. También se comprometió a crear más puestos de trabajo mediante el establecimiento de un mayor número de fábricas. Poco antes de las elecciones, Nduom anunció que su intención era obtener los suficientes votos para crear una alternativa fuerte al bipartidismo imperante, y que su aspiración inicial a corto plazo era forzar un balotaje entre Atta Mills y Akufo-Addo.

## Primera vuelta presidencial

### Jornada electoral
El día de las elecciones la participación fue muy alta, casi llegando al 70%, pero decreciendo considerablemente con respecto a los anteriores comicios. Puesto que se esperaban pocos votos para otros candidatos que los de los dos partidos más grandes, se consideró posible una victoria de primera ronda para Akufo-Addo o Atta Mills. Con el 40% de las mesas escrutadas, Akufo-Addo lideraba los resultados preliminares con un 49.5% sobre el 47.6% de Atta Mills. El resultado varió un poco, con ambos candidatos tomando periódicamente la delantera, hasta que se comprobó que Akufo-Addo había obtenido el 49.13%, a tan solo 0.87 puntos de una victoria en primera vuelta. Atta Mills obtuvo el 47.62%, viéndose ambos habilitados para participar en una segunda vuelta, destinada a celebrarse el 28 de diciembre.
La Unión Europea (UE), el Centro Carter y la Comunidad Económica de los Estados de África Occidental (CEDEAO) supervisaron las elecciones. La UE concluyó que los comicios se llevaron a cabo en "un entorno transparente y abiertamente competitivo". El Centro Carter también elogió las elecciones como "competitivas" y "un refuerzo de la sólida tradición democrática de Ghana". La CEDEAO calificó las elecciones de "pacíficas, transparentes y creíbles". 
|  | 49.13 % |

|  | 47.92 % |

|  | 1.34 % |

|  | 0.87 % |

|  | 0.33 % |

|  | 0.23 % |

|  | 0.10 % |

|  | 0.08 % |

|  | 97.63 % |

|  | 2.37 % |

|  | 100 % |

|  | 69.52 % |

### Resultados por región
| Región                      |                     |                     |                     |                     |                     |                   |                   |                    |                    |                       |                       |                      |                      |                   |                   |       |
|                             |                     |                     |                     |                     |                     |                   |                   |                    |                    |                       |                       |                      |                      |                   |                   |       |
| Nana Akufo-Addo NPP         | Nana Akufo-Addo NPP | John Atta Mills NDC | John Atta Mills NDC | Paa Kwesi Nduom CPP | Paa Kwesi Nduom CPP | Edward Mahama NCP | Edward Mahama NCP | E. Ansah-Antwi DFP | E. Ansah-Antwi DFP | K. Amoafo-Yeboah Ind. | K. Amoafo-Yeboah Ind. | Thomas Ward-Brew PDP | Thomas Ward-Brew PDP | Kwabena Adjei RPD | Kwabena Adjei RPD |       |
| Votos                       | %                   | Votos               | %                   | Votos               | %                   | Votos             | %                 | Votos              | %                  | Votos                 | %                     | Votos                | %                    | Votos             | %                 |       |
| Ashanti                     | 1.219.530           | 72.53%              | 437.243             | 26.01%              | 11.902              | 0.71%             | 5.459             | 0.32%              | 3.082              | 0.18%                 | 2.509                 | 0.15%                | 847                  | 0.05%             | 743               | 0.04% |
| Brong-Ahafo                 | 392.588             | 50.56%              | 370.404             | 47.70%              | 3.888               | 0.51%             | 4.038             | 0.52%              | 2.435              | 0.31%                 | 1.696                 | 0.22%                | 918                  | 0.12%             | 403               | 0.05% |
| Central                     | 313.665             | 45.97%              | 345.126             | 50.58%              | 15.449              | 2.26%             | 2.693             | 0.39%              | 2.677              | 0.39%                 | 1.358                 | 0.20%                | 959                  | 0.14%             | 471               | 0.07% |
| Oriental                    | 491.520             | 57.14%              | 353.522             | 41.10%              | 8.101               | 0.94%             | 2.948             | 0.34%              | 1.729              | 0.20%                 | 1.304                 | 0.15%                | 660                  | 0.08%             | 364               | 0.04% |
| Gran Acra                   | 768.465             | 46.03%              | 870.011             | 52.11%              | 20.697              | 1.24%             | 6.262             | 0.38%              | 2.600              | 0.16%                 | 561                   | 0.03%                | 683                  | 0.04%             | 239               | 0.01% |
| Norte                       | 303.326             | 37.79%              | 460.445             | 57.37%              | 10.650              | 1.33%             | 16.635            | 2.07%              | 5.552              | 0.69%                 | 2.982                 | 0.37%                | 1.367                | 0.17%             | 1.611             | 0.20% |
| Alta Oriental               | 118.454             | 35.25%              | 188.395             | 56.06%              | 2.800               | 0.83%             | 20.346            | 6.05%              | 2.102              | 0.63%                 | 2.558                 | 0.76%                | 744                  | 0.22%             | 650               | 0.19% |
| Alta Occidental             | 81.137              | 37.72%              | 116.922             | 54.36%              | 1.610               | 0.75%             | 8.625             | 4.01%              | 2.201              | 1.02%                 | 3.216                 | 1.50%                | 686                  | 0.32%             | 707               | 0.33% |
| Volta                       | 102.368             | 15.38%              | 548.999             | 82.46%              | 4.886               | 0.73%             | 3.270             | 0.49%              | 3.458              | 0.52%                 | 1.791                 | 0.27%                | 675                  | 0.10%             | 340               | 0.05% |
| Occidental                  | 413.020             | 49.50%              | 379.822             | 45.52%              | 32.590              | 3.91%             | 3.342             | 0.40%              | 2.635              | 0.32%                 | 1.203                 | 0.14%                | 932                  | 0.11%             | 811               | 0.10% |
| Fuente: Ghana Election 2008 |                     |                     |                     |                     |                     |                   |                   |                    |                    |                       |                       |                      |                      |                   |                   |       |

## Segunda vuelta presidencial

### Campaña
La campaña para la segunda vuelta, debido a lo estrecho del resultado de la primera, fue sumamente tensa, sobre todo debido a los importantes parecidos entre ambos candidatos: tanto Akufo-Addo como Atta Mills tenían sesenta y cuatro años, eran abogados, y habían basado su campaña en el petróleo. Por otro lado, un tema importante en las elecciones era el Parlamento: a pesar de haber recibido varios votos menos que el NPP, el NDC había obtenido mayoría absoluta, por lo que si Akufo-Addo ganaba, se enfrentaría a un legislativo de mayoría opositora durante todo su mandato. Había dos escaños vacantes, en los que se realizarían elecciones parciales muy ajustadas, por lo que cabía la posibilidad de que el presidente ganador, fuera quien fuera, debiera gobernar con un Parlamento hostil.
El Congreso Nacional Democrático denunció varias deficiencias en la distribución de las papeletas, pero no realizó acusaciones formales de fraude electoral ni impugnó los resultados de la primera vuelta. Debido a estas fallas de distribución, la votación debió posponerse en el distrito de Tain, que contiene una población cercana a las 85.000 personas, y se realizó el 2 de enero de 2009, sin que se dieran a conocer los resultados hasta entonces, a fin de que la votación fuese pacífica.

### Resultados

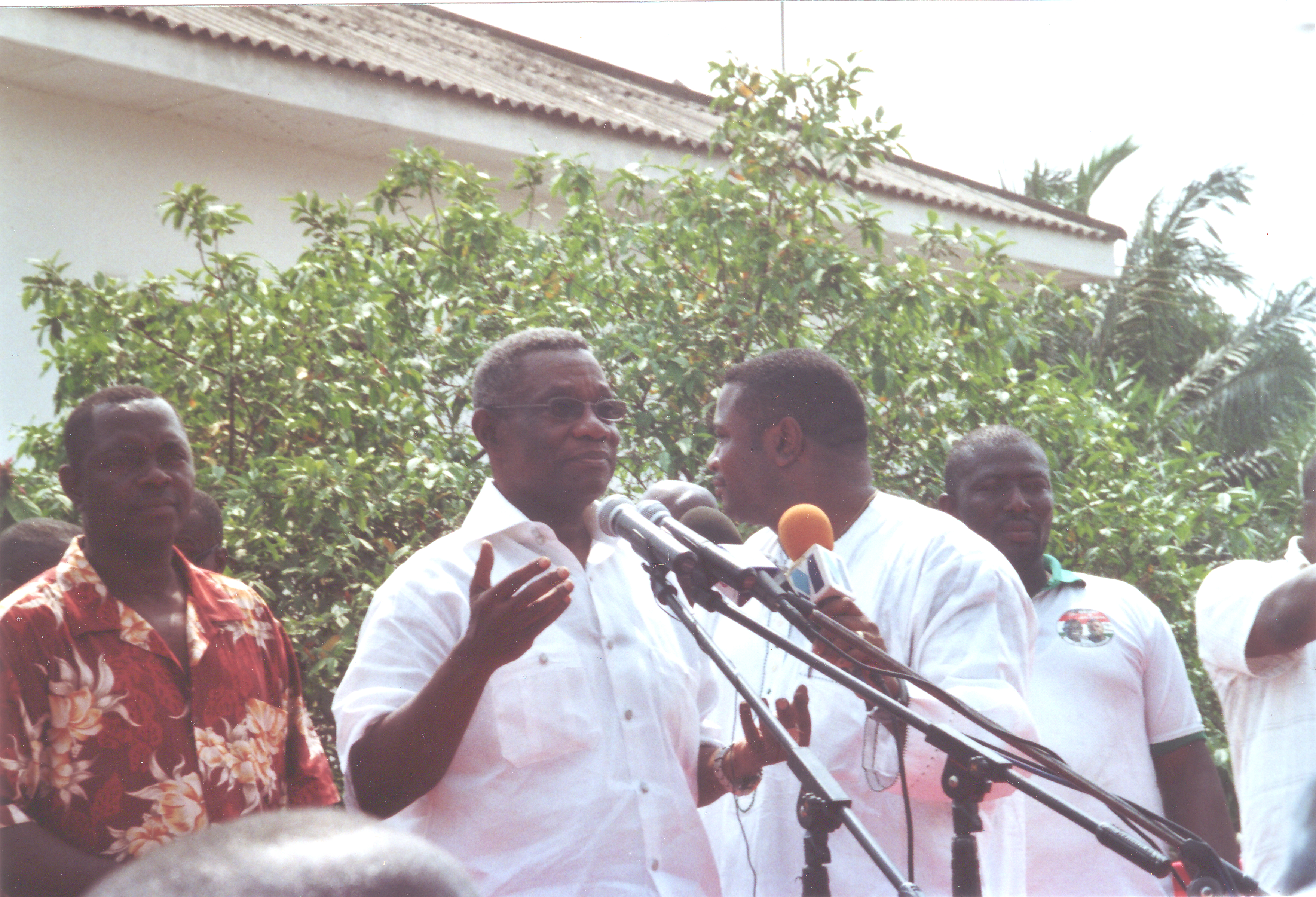
John Evans Atta Mills al ser declarado Presidente electo, en enero de 2009.

Al finalizar la segunda vuelta, el 28 de diciembre Atta Mills había obtenido una mayoría ínfima sobre Akufo-Addo, al punto de que una victoria del NPP en Tain le podría haber arrebatado el triunfo. La Comisión Electoral se negó a proclamar a Atta Mills ganador hasta que finalizara la votación en dicho distrito. Partidarios del NDC protestaron en contra de esta medida frente a la sede de la Comisión Electoral, exigiendo que se proclamara a Atta Mills ganador inmediatamente, y acusando al gobierno de tratar de torcer los resultados. Los intentos de provocar disturbios en medio de la votación atrasada fueron exitosamente interrumpidos por los soldados presentes y por la policía antidisturbios.
El temor a que la violencia estropeara las elecciones provocó el NPP presentara una demanda para retrasar la votación en Tain, ya que afirmaba que "la atmósfera en el distrito rural no es propicia para una elección libre y justa". El tribunal rechazó la petición de la NPP y dijo que solo escucharía el caso el 5 de enero de 2009. En respuesta, el NPP llamó a sus partidarios a boicotear la elección en dicho distrito, lo cual fue muy mal visto por los medios de comunicación y por la población civil en general. El resultado fue una victoria para Atta Mills en Tain (con el 90% de los votos) y, por lo tanto, una victoria en la elección a nivel nacional, aunque la diferencia entre ambos candidatos era extremadamente corta, de tan solo 40.586 votos exactos.
|  | 50.23 % |

|  | 49.77 % |

|  | 98.98 % |

|  | 1.02 % |

|  | 100 % |

|  | 72.91 % |

### Resultados por región
| Región                               |                     |                     |                     |        |
|                                      |                     |                     |                     |        |
| John Atta Mills NDC                  | John Atta Mills NDC | Nana Akufo-Addo NPP | Nana Akufo-Addo NPP |        |
| Votos                                | %                   | Votos               | %                   |        |
| Ashanti                              | 479.633             | 25.61%              | 1.393.496           | 74.39% |
| Brong-Ahafo                          | 337.597             | 59.65%              | 228.359             | 40.35% |
| Central                              | 378.975             | 53.80%              | 325.454             | 46.20% |
| Oriental                             | 399.278             | 42.53%              | 539.475             | 57.47% |
| Gran Acra                            | 952.599             | 54.46%              | 796.541             | 45.54% |
| Norte                                | 501.961             | 61.61%              | 312.781             | 38.39% |
| Alta Oriental                        | 223.506             | 65.55%              | 117.470             | 34.45% |
| Alta Occidental                      | 134.926             | 62.32%              | 81.566              | 37.68% |
| Volta                                | 630.899             | 86.06%              | 102.173             | 13.94% |
| Occidental                           | 415.248             | 51.92%              | 384.475             | 48.08% |
| Fuente: Ghana Election 2008 (Runoff) |                     |                     |                     |        |

## Elecciones parlamentarias

### Resultado general
Las elecciones parlamentarias se realizaron junto a la primera vuelta en las 200 circunscripciones, el 7 de diciembre. En estas elecciones, el NPP obtuvo la victoria al recibir el 46% de los votos. Sin embargo, el NDC se benefició de su victoria en la mayoría de las circunscripciones, emergiendo como el partido más grande del Parlamento con 114 escaños, siendo la segunda fuerza más votada con un 42% de los votos. En dos circunscripciones los resultados fueron impugnados, y las peticiones de recuento fueron aprobadas por la Corte Suprema. El NDC ganó ambos escaños, obteniendo mayoría absoluta con 116 de 230 asientos.
|  | 46.9 % |

|  | 42.2 % |

|  | 3.0 % |

|  | 1.4 % |

|  | 4.5 % |

|  | 97.65 % |

|  | 2.35 % |

|  | 100 % |

|  | 70.20 % |

### Escaños por circunscripción
| Partido                                                                                     | Partido        | Ashanti | Brong Ahafo | Central | Oriental | Gran Acra | Norte | Alta Oriental | Alta Occidental | Volta | Occidental | Total   | Total |
| ------------------------------------------------------------------------------------------- | -------------- | ------- | ----------- | ------- | -------- | --------- | ----- | ------------- | --------------- | ----- | ---------- | ------- | ----- |
|                                                                                             | NDC            | 3/39    | 10/24       | 11/19   | 8/28     | 18/27     | 21/26 | 8/13          | 6/10            | 21/22 | 11/22      | 116/230 |       |
|                                                                                             | NPP            | 34/39   | 15/24       | 8/19    | 19/28    | 9/27      | 4/26  | 4/13          | 3/10            | 1/22  | 10/22      | 107/230 |       |
|                                                                                             | Independientes | 2/39    |             |         | 1/28     |           | 1/26  |               |                 |       |            | 4/230   |       |
|                                                                                             | PNC            |         |             |         |          |           |       | 1/13          | 1/10            |       |            | 2/230   |       |
|                                                                                             | PCP            |         |             |         |          |           |       |               |                 |       | 1/22       | 1/230   |       |
| Total                                                                                       | Total          | 39      | 24          | 19      | 28       | 27        | 26    | 13            | 10              | 22    | 22         | 230     |       |
| Fuente: Electoral Commission of Ghana Archivado el 29 de agosto de 2011 en Wayback Machine. |                |         |             |         |          |           |       |               |                 |       |            |         |       |

## Consecuencias
El 7 de enero de 2009, Atta Mills fue juramentado Presidente de la República de Ghana. La gestión exitosa de las elecciones de 2008 por parte de la Comisión Electoral y su actitud imparcial despertó el interés de los reformistas electorales africanos e internacionales. En noviembre de 2009 se celebró una conferencia para analizar las elecciones de 2008 y tratar de establecer nuevas normas y prácticas para las comisiones electorales africanas. Celebrada en Acra, la conferencia se tituló Coloquio sobre Elecciones Africanas: Mejores Prácticas y Colaboración Intersectorial. La conferencia fue organizada por una serie de organizaciones internacionales de reforma electoral, incluyendo el Instituto Nacional Democrático, el Centro Africano de Estudios Estratégicos, la Fundación Internacional para Sistemas Electorales, el Instituto Holandés para la Democracia Multipartidista, la Iniciativa de Sociedad Abierta para África Occidental y el PNUD. Los participantes en la conferencia emitieron un comunicado comprometiéndose a seguir las recomendaciones dirigidas a los gobiernos africanos, organizaciones de la sociedad civil, organismos electorales, partidos políticos, grupos de observadores, servicios de seguridad y medios de comunicación para mejorar la credibilidad de las elecciones en África.